# 信貴山下站
- 關於近鐵信貴線、西信貴鋼索線的車站，請見「信貴山口站」。
- 關於近鐵東信貴鋼索線曾經存在的車站，請見「信貴山站」。

信貴山下站（日语：／ Shigisanshita eki */?）是位於奈良縣生駒郡三鄉町，屬於近畿日本鐵道的生駒線車站。車站編號為G27。

## 歷史
為了向信貴山朝護孫子寺參拜而敷設鐵路。信貴生駒電氣鐵道於山下站啟用。在車站西邊設有登上信貴山的東信貴鋼索線（東信貴纜車），也同日啟用。當時鐵路和纜車主要運送觀光客。東信貴鋼索線的月台是2面1線的港灣式月台，而纜車靠近山腳一方設有典型配線。
但由於大阪一方開設了較方便的西信貴鋼索線，因此東信貴鋼索線變成一個地區運送服務，並且因使用人次減少而於1983年廢止。在廢止後，於1995年重建站房時保留了東信貴鋼索線的月台。後來鋼索線車輛由三鄉北小學保存。在2020年3月，該車輛塗上當時的車身顏色，再次遷移至站前。
在廢止後，替代服務為連接信貴山下站至信貴山的巴士，日間每小時1班，單程200日圓。在信貴山下站側的町立圖書館設有候車室。
- 1922年（大正11年）5月16日 - 信貴生駒電鐵（日语：信貴生駒電鉄）山下站（現時：信貴山下站）至元山上口站之間開通，此站啟用。當時車站名為山下站[1]。鋼索線（後來名為東信貴鋼索線）也同日啟用[1]。
- 1925年（大正14年）11月5日 - 信貴生駒電氣鐵道路線轉讓給信貴生駒電鐵，成為信貴生駒電氣鐵道車站[1]。
- 1926年（大正15年）10月21日 - 信貴生駒電鐵鐵道線延長至元山上口站，成為中途車站[1]。
- 1951年（昭和26年）9月10日 - 車站改名為信貴山口站[2]。
- 1956年（昭和31年）9月10日 - 車站改名為信貴山下站[2]。
- 1964年（昭和39年）10月1日：近畿日本鐵道與信貴生駒電鐵合併。成為近鐵生駒線和東信貴鋼索線車站[1]。
- 1973年（昭和48年）6月 - 列車交會設備廢止。
- 1983年（昭和58年）9月1日 - 東信貴鋼索線廢止[1]。
- 1985年（昭和60年）9月22日 - 再次增設列車交會設備。
- 2007年（平成19年）4月1日 - 車站可以使用PiTaPa[3]。

## 車站構造
此站是地面車站，設有2面2線的相對式月台。月台可容納4卡車廂。此站的站房（閘口）位於2號月台側，月台間透過站內平交道連接，而此站沒有升降機等無障礙設施。
此站是由王寺站管理的有人車站。站內設有可支援PiTaPa、ICOCA的自動閘機和自動補票機（支援回數票卡和IC卡增值服務）。在售票處中可預先預約購買定期票。

### 月台
| 月台 | 路線   | 上下行 | 方向     |
| ---- | ------ | ------ | -------- |
| 1    | 生駒線 | 下行   | 王寺方向 |
| 2    | 生駒線 | 上行   | 生駒方向 |

## 在此站上下車人次
以下列出近年來1日中上下車人次：
- 2018年11月13日：2,606人
- 2015年11月10日：3,187人
- 2012年11月13日：3,031人
- 2010年11月9日：3,204人
- 2008年11月18日：3,244人
- 2005年11月8日：3,364人

## 車站周邊
- 三鄉町公所
- 龍田大社
- 信貴山朝護孫子寺（轉乘奈良交通（日语：奈良交通）巴士乘坐11分鐘）
- 勢野簡易郵局
- 大和川
- 奈良縣立西和清陵高等學校（日语：奈良県立西和清陵高等学校）

## 巴士路線
奈良交通
- 1號乘車處
  - 16,18,32,42,43系統　萬葉莊園前、信貴山方向
- 2號乘車處
  - 42,43系統：王寺站（北）方向

※載至2017年7月15日。詳情參見奈良交通西大和營業所。

## 相鄰車站
近畿日本鐵道
 生駒線
勢野北口（G26）－信貴山下（G27）－王寺（G28）

### 曾經存在的路線
近畿日本鐵道
東信貴鋼索線
信貴山下－信貴山站

## 注腳
1. 1 2 3 4 5 6 7  曾根悟（監修）. . 週刊朝日百科. 2号 近畿日本鉄道 1. 朝日新聞出版. 2010-08-22: 18. ISBN 978-4-02-340132-7 （日语）.
2. 1 2  今尾惠介（監修）.  8 関西1. 新潮社. 2008: 25. ISBN 978-4-10-790026-5 （日语）.
3. ↑   (pdf) (新闻稿). 近畿日本鐵道. 2007-01-30  [2016-03-13]. （原始内容存档 (PDF)于2016-08-07） （日语）.
4. ↑  駅別乗降人員 生駒線 （页面存档备份，存于）（日語） - 近畿日本鐵道

## 外部連結
- 信貴山下 - 近畿日本鐵道（日語）
- 奈良交通集團網站「時間、車費資訊」 （页面存档备份，存于）（日語）
- 三鄉町公所網站 （页面存档备份，存于）（日語）
- 信貴山朝護孫子寺 （页面存档备份，存于）（日語）